# Римеле, Ото
Ото Римеле (словен. Oto Rimele; родился в 1962 году в Мариборе) — словенский музыкант и художник, участник групп Laibach и Lačni Franz.

## Биография
Окончил Люблянскую академию изящных искусств в 1990 году, учился у профессора Эмерика Бернарда. Продолжал обучение у мастера Янеза Берника, позднее путешествовал по Европе и США, участвуя в выставках. В юные годы также выступал в составе музыкальных групп «Laibach» и «Lačni Franz», играя на гитаре.
В настоящее время работает профессором живописи и рисования на педагогическом факультете Мариборского университета, а также преподавателем массовых коммуникаций на факультете электротехники и компьютерных наук Мариборского университета.
В 2003 году стал лауреатом премии имени Франце Прешерна в области живописи благодаря своей выставке «Иллюминация» в Костаневицком монастыре, организованной в 2002 году. Занимается графическим дизайном и сценографией.